# Срок (право)
Срок в праве — момент или период времени, наступление или истечение которого влечет возникновение, изменение или прекращение прав и обязанностей.

## Течения срока
Сроки исчисляются часами, днями, неделями, полумесяцами, месяцами, кварталами, полугодом и годами. Срок также может определяться периодами.
Течение срока начинается со следующего дня после заключения соглашения (например, договор заключен 25 апреля, а начинает течь с 26 апреля).
Правила исчисления сроков:
1. Сроки могут исчисляться минутами, часами, днями, неделями, месяцами и годами;
2. Течение срока начинается на следующий день после календарной даты или события, с которым связано его начало;
3. Правила определения окончания срока зависят от единицы, которой он измеряется.

## Виды сроков
Нормативные сроки — сроки, установленные законом или иным актом. Нормативные сроки делятся на императивные и диспозитивные
- императивные, которые не могут быть изменены по соглашению сторон (например, исковая давность);
- диспозитивные, которые устанавливаются по соглашению сторон (например, срок исполнения обязательства).

Также выделяется судебный срок, срок, установленный судебным решением.
По точности установления:
- абсолютно определенные сроки устанавливаются указанием на какой-либо период времени либо календарную дату;
- относительно определенные сроки устанавливаются менее точно (например, указание события, которое должно произойти, либо определение срока оценочными понятиями «немедленно», «в разумный срок» и т. п.);
- неопределенные сроки имеют место тогда, когда, несмотря на предполагаемую срочность обязательства, срок вообще не устанавливается.

По правовым последствиям:
- правопорождающий;
- правоизменяющий;
- правопрекращающий.

По субъектному составу:
- общие — распространяются на все субъекты гражданского правоотношения;
- специальные — распространяются в исключительных ситуациях (например, срок для защиты прав потребителей).

По сроку существования гражданских прав:
- пресекательный — устанавливает срок существования гражданских прав;
- гарантийный — период, в течение которого, в случае обнаружения в товаре дефекта, продавец обязан удовлетворить требование потребителя товара.

Особым подвидом гарантийного срока является срок службы для товаров с длительным сроком пользования. Другим периодом времени является срок годности — период, по истечении которого товар считается непригодным для использования. Выделяется, как особый вид, срок исполнения гражданских обязательств, а также претензионный срок — срок, который отведен лицу для предъявления своих требований.

## Определение начала и окончания срока
В гражданском праве срок определяется:
- календарной датой;
- истечением периода времени, который исчисляется годами, месяцами, неделями, днями или часами;
- указанием на событие, которое должно неизбежно наступить.

Началом срока — на следующий день после календарной даты или наступления события, которыми определено его начало.
Окончание срока:
- если срок определяется годами — соответствующие месяц и число последнего года срока;
- если срок определяется полугодием или кварталами года — подход аналогичен срокам, исчисляемых месяцами;
- если срок определяется месяцами, истекает в соответствующее число последнего месяца срока;
- если срок определяется как полмесяца — подход аналогичен срокам, исчисляемых днями (полмесяца считается равным 15 дням);
- если окончание срока, исчисляемого месяцами, приходится на такой месяц, в котором нет соответствующего числа, то срок истекает в последний день этого месяца;
- если срок определяется неделями — соответствующий день последней недели срока;
- если последний день срока приходится на нерабочий день — ближайший следующий за ним рабочий день.

## Выполнение действия в срок
Если для совершения какого-либо действия установлен срок, то оно может быть выполнено до двадцати четырех часов последнего дня срока, кроме случаев выполнения таких действий в организациях (в этом случае срок исполнения истекает в тот час, когда в организации в соответствии с установленными правилами прекращаются соответствующие операции).
Письменные заявления и извещения, сданные в организацию связи до 24 часов последнего дня срока, считаются сделанными в срок.

## Источник
- Гражданский Кодекс РФ, гл 11